# CDS (azienda)
La CDS (Centro Distribuzione Supermercati) S.p.A. è una delle più grandi aziende di distribuzione alimentare della Sicilia.
Le insegne del gruppo sono: Famila, Il Centesimo, Max Supermercati, Zero 1.

## Storia

### Origini
- L'azienda nasce nel 1953 quando Umberto Romano, capostipite della famiglia, fonda una piccola bottega, in siciliano Putìa, nel centro di Caltanissetta. Essa è in assoluto la prima putìa della città ad esporre i prezzi sui prodotti in vendita.
- Nel 1974 Umberto Romano fonda il primo supermercato di Caltanissetta,  nonché uno dei primi di tutta la Sicilia, con l'insegna Max Market a 5 km dalla città su una superficie di 1500 m². Per invogliare la gente ad acquistare, l'imprenditore, vista la distanza del punto vendita dalla città, mette a disposizione un servizio di bus navetta e l'iniziativa ha molto successo.
- Tra gli anni settanta e gli anni novanta il CDS continua la sua espansione in tutta la Sicilia aprendo numerosi punti vendita.

### Anni 2000
- Tra il 2001 e il 2002 cominciano i contatti con la GS-Carrefour il che permette di continuare ulteriormente l'espansione in Sicilia ed in Calabria.
- Nel 2003 nasce il progetto di customer relationship management Io e Max con la prima raccolta punti dell'azienda. Inoltre viene lanciato il Selezionati per Voi dove l'azienda si impegna con le associazioni dei consumatori di mantenere fissi i prezzi di un ampio paniere di prodotti.
- Nel 2004 l'azienda, già sul mercato con le insegne Ipermax,  Max Supermercati ed Erre Discount, apre a Caltanissetta il Cash & Carry  Zero 1.
- Nel 2005 l'azienda migliora il contratto con la Coldgest una piattaforma di surgelati catanese, e intensifica l'attività di Franchising e prende il via un progetto di prodotti a marchio.
- Il 7 luglio 2006 apre nei locali del primo Max Market la nuova insegna de Il Centesimo il primo Every Day Low Price della città, che riscuote immediatamente grande successo.
- Nel 2007  Il Centesimo apre pure a Castelvetrano, ad Agrigento (nella frazione di Villaggio Mosè), a Canicattì, a Favara e ad Enna.
- Nel 2008 si concretizza il progetto di master franchising con la GS-Carrefour rinominando gran parte dei punti vendita.
- Nel 2009 l'azienda ha ben 5 insegne:  GS,  Il Centesimo,  Erre Discount e Zero 1; ciascuna con un format diverso in base al tipo di pubblico a cui è rivolta.

### Anni 2010
- Nel 2010 gran parte dei supermercati con l'insegna GS viene rinominata in Carrefour Market, per i punti vendita ad estensione maggiore, e Carrefour Express,  per i punti vendita a quadratura minore.
- Fra il 2011 e il 2012 -  vengono aperti nuovi punti vendita ad Agrigento (nella frazione di Fontanelle), Marsala, Barrafranca, Sciacca, Bagheria e Siracusa.
- Nel 2015 il gruppo Romano acquisisce l'intera rete Carrefour tra Palermo e Trapani, 21 punti vendita ed il centro di distribuzione di Carini. L'accordo prevede il mantenimento dell'insegna Carrefour per i successivi tre anni. Con questa operazione il colosso francese abbandona definitivamente la gestione diretta dei punti vendita in Sicilia, dopo la cessione degli ipermercati di Belpasso (CC Etnapolis), Siracusa (CC Carrefour, poi divenuto I Papiri) e Palermo (CC Forum Palermo), quest'ultimo già in fase di apertura fu ceduto ad Ipercoop.
- Fra il 2018 e il 2019 i punti vendita Carrefour della provincia di Agrigento e alcuni delle province di Palermo e Trapani cambiano denominazione in Max Supermercati.
- Ad ottobre 2020 viene annunciato il passaggio al gruppo Selex, effettivo dal 1º gennaio 2021 e la progressiva conversione dei punti vendita Carrefour in Famila.